# Những nguyên tắc của chủ nghĩa cộng sản
Những nguyên tắc của Chủ nghĩa cộng sản (tiếng Đức: Grundsätze des Kommunismus; tiếng Anh: Principles of Communism) là một tác phẩm ngắn được Friedrich Engels người đồng sáng lập của Chủ nghĩa Marx viết ra. Tác phẩm được xây dựng như một cuốn giáo lý vấn đáp, chứa 25 câu hỏi về chủ nghĩa cộng sản với các câu trả lời được đưa ra để giải đáp. Trong tác phẩm, Engles miêu tả những ý tưởng cốt lõi của Chủ nghĩa Marx như lịch sử chủ nghĩa duy vật, xung đột giai cấp và cách mạng vô sản. Những nguyên tắc của Chủ nghĩa cộng sản đã được sử dụng với tư cách bản phác thảo giải thích cho Tuyên ngôn của Đảng cộng sản.

## Nội dung
| Những nguyên tắc của chủ nghĩa cộng sản | Những nguyên tắc của chủ nghĩa cộng sản                                                                     | Những nguyên tắc của chủ nghĩa cộng sản |
| STT                                     | Câu hỏi | Trả lời (tóm tắt) |
| --------------------------------------- | --- | --- |
| 1                                       | Chủ nghĩa Cộng sản là gì?                                                                                   | Chủ nghĩa cộng sản là học thuyết của những điều kiện về sự giải phóng giai cấp vô sản |
| 2                                       | Giai cấp vô sản là gì?                                                                                      | Giai cấp lao động thế kỉ 19, giai cấp sống bằng cách bán sức lao động của họ, không thu được lợi nhuận từ vốn. |
| 3                                       | Những người vô sản, khi đó, đã không tồn tại mãi ?                                                          | Không. Mặc dù luôn có những người nghèo, họ đã không sống trước đó dưới những hoàn cảnh lịch sử chi tiết hôm nay. |
| 4                                       | Giai cấp vô sản đã xuất hiện như thế nào?                                                                   | Cuộc cách mạng công nghiệp của thế kỉ 18 đã nảy sinh máy móc hạng nặng và sản xuất hàng loạt, làm giàu thêm cho giới chủ và làm bần cùng hóa người công nhân. Điều đó dẫn tới giai cấp sở hữu, hoặc giai cấp tư sản, và giai cấp vô sản. |
| 5                                       | Dưới những điều kiện nào việc bán sức lao động của người vô sản tới nhà tư sản diễn ra ?                    | Giai cấp vô sản được trả một mức lương đủ sống. |
| 6                                       | Những giai cấp lao động nào đã có trước cách mạng công nghiệp ?                                             | Đó là nô lệ, nông nô, thợ thủ công và những người lao động sản xuất. |
| 7                                       | Người vô sản khác nô lệ ở điểm nào ?                                                                        | Người nô lệ bị bán rời rạc, giai cấp vô sản bán bản thân họ liên tục hàng ngày, hàng giờ qua lương lao động. Nô lệ đứng ngoài sự cạnh tranh; giai cấp vô sản phải chịu sự biến động của cạnh tranh của thị trường. |
| 8                                       | Người vô sản khác người nông nô ở chỗ nào?                                                                  | Người nông nô có và được sử dụng công cụ sản xuất, một mảnh ruộng nhỏ và muốn thế họ phải nộp một phần thu nhập của mình hay phải làm một số công việc. Còn người vô sản thì làm việc bằng những công cụ sản xuất của người khác, để làm lợi cho người khác đó, và nhận được một phần thu nhập. Người nông nô phải đem nộp, còn người vô sản thì lại được lĩnh về. |
| 9                                       | Người vô sản khác người thợ thủ công ở chỗ nào?                                                             | |
| 10                                      | Người vô sản khác công nhân công trường thủ công ở chỗ nào?                                                 | Công nhân công trường thủ công thế kỷ XVI - XVIII, ở hầu khắp mọi nơi, đều còn có công cụ sản xuất như: khung cửi dệt vải, xa kéo sợi cho gia đình mình, và một mảnh đất nhỏ mà người đó trồng trọt trong những lúc rỗi việc. Người vô sản thì không có gì hết. |
| 11                                      | Cách mạng công nghiệp và sự phân chia xã hội thành tư sản và vô sản đã mang lại những hậu quả trước mắt gì? | Thứ nhất, vì lao động bằng máy móc ngày càng giảm được giá hàng công nghiệp, nên ở trong tất cả các nước trên thế giới, hệ thống công trường thủ công trước kia hay hệ thống công nghiệp xây dựng trên cơ sở lao động thủ công đều bị phá hoại hoàn toàn. Thứ hai, ở tất cả những nơi mà đại công nghiệp đã thay thế cho công trường thủ công thì cách mạng công nghiệp làm tăng thêm rất nhiều của cải và thế lực của giai cấp tư sản, làm cho nó trở thành giai cấp thứ nhất trong nước. Kết quả là ở tất cả những nơi đã xảy ra quá trình đó, giai cấp tư sản đều nắm được chính quyền trong tay và gạt bỏ được những tầng lớp trước đó vẫn giữ quyền thống trị: tầng lớp quý tộc, thị dân phường hội và giới quân chủ chuyên chế, đại biểu cho hai tầng lớp đó. Thứ ba, ở khắp nơi, cách mạng công nghiệp đều thúc đẩy giai cấp vô sản phát triển theo cùng một tốc độ phát triển của giai cấp tư sản. Giai cấp tư sản càng giàu bao nhiêu thì giai cấp vô sản càng trở nên đông đúc bấy nhiêu. |

1. ↑  Trong bản thảo, Ăng-ghen chừa một đoạn trống dành cho câu trả lời câu hỏi thứ 9.